# جون دونوفان
جون دونوفان (بالإنجليزية: John Donovan)‏ هو سياسي أسترالي، ولد في 24 أكتوبر 1902 في أستراليا، وتوفي في 12 فبراير 1976 في سيدني في أستراليا. حزبياً، نشط في حزب العمال الأسترالي. وقد انتخب عضو الجمعية التشريعية نيو ساوث ويلز.